# Aphelinus thomsoni
Aphelinus thomsoni is een vliesvleugelig insect uit de familie Aphelinidae. De wetenschappelijke naam is voor het eerst geldig gepubliceerd in 1976 door Graham.